# جک کارسون
جک کارسون (انگلیسی: Jack Carson؛ ۲۷ اکتبر ۱۹۱۰ – ۲ ژانویهٔ ۱۹۶۳) یک هنرپیشه اهل کانادا بود.
از فیلم‌ها یا برنامه‌های تلویزیونی که وی در آن نقش داشته است می‌توان به آرسنیک و تور کهنه، آقا و خانم اسمیت، دستری دوباره می‌راند، گربه روی شیروانی داغ، لباس پاره‌پوره و زنی با موهای شرابی بلوند اشاره کرد.